# Šestintrideset pogledov na goro Fudži
Šestintrideset pogledov na goro Fudži (富嶽三十六景, Fugaku Sanjūrokkei) je zbirka krajinskih lesorezov japonskega umetnika Hokusaija (1760-1849). Serija prikazuje goro Fudži, kot je videti iz različnih točk, ob različnih letnih časih in v različnih vremenskih razmerah. Zbirka dejansko vsebuje 46 slik - deset jih je avtor dodal po prvi objavi.
Delo je nastalo med letoma 1830 in 1832, ko je Hokusai pri svojih sedemdesetih letih bil na vrhuncu svoje kariere; serijo je založil Nišimura Johači. Med slikami je najti tri najbolj znana dela Hokusaija: Velik Val pred obalo Kanagave  (ali Veliki Val), Prijeten veter, vedro jutro in Naliv pod vrhom. Zbirka je nesporno mojstrovina med barvnimi lesorezi umetnika.

## Zgodovina
Gora Fudži je zaradi svojega kulturnega in verskega pomena priljubljen motiv v japonski umetnosti. Pomen gore je že čutiti v najstarejši pravljični zgodbi Japonske O starcu, ki je šel po bambus (Taketori Monogatari - "竹取物語") ko se glavna oseba, princesa Kaguja, "かぐや姫の物語 z vrha vrne v svoje mesečevo ljudstvo. Kot zgodovinar Henry Smith, pojasnjuje: »Tako je že zelo zgodaj gora Fudži zrcalila skrivnost nesmrtnosti in dediščino, ki je bila v gorišču Hokusaijeve obsedenosti z goro«.
Najbolj znana podoba iz zbirke je splošno znani Velik Val pred obalo Kanagave. Tri čolne na sliki ogroža velik val, v ozadju pa se dviga gora Fudži. Nekaj časa je prevladovalo mnenje, da gre za cunami, vendar je bolj verjetno, da gre za izjemen nevihtni val.
Vse slike so narejene po postopku, s katerim se slika nariše, in služi kot predloga pri rezbarjenju v lesen blok. Blok se je nato pokril s črnilom in odtisnil sliko na papir. Hokusaijeve slike so zapletene, ker je uporabljal široko paleto barv in je zato za vsako barvo, ki se je pojavila v sliko, moral ustvariti poseben blok.
Najzgodnejši natisi v seriji so bili narejeni s pretežno modrimi toni (aizuri-e), vključno s ključnimi bloki, ki so zagotavljali obrise slike. Prusko modri pigment je bil nedavno uveden na Japonsko iz Evrope in Hokusai ga je v veliki meri uporabljal, kar je zagotovilo njegovo priljubljenost. Ko je bil založnik Nišimura prepričan o uspehu serije, so natisnili več barv (nišiki-e). Nišimura je nameraval razširiti serijo na več kot sto natisov, vendar se je objava ustavila pri šestinštiridesetih.
Hokusaijevih Šestintrideset pogledov na goro Fudži je najbolj znana ukijo-e zbirka, ki se ukvarja s to temo, obstaja pa tudi več drugih del, ki portretirajo Fudži, med drugim  Hirošigejeva serija Šestintrideset pogledov na goro Fudži in Hokusaijeve nadaljnje serije.Sto pogledov na goro Fudži. Iz ok. 1889  pa je zbirka šestintrideset nenavadnih primerov preobrazbe izpod noža Jošitošija, ki jih je založil Sasaki Tojokiči (佐々木豊吉).
Francoski umetnik Henri Rivière (1864-1951) je leta 1902 objavil zbirko barvnih litografij z naslovom Šestintrideset pogledov na Eiffelov stolp, ki se zgleduje po Hokusaijevem prvencu - primer enega od številnih vplivov japonske umetnosti ob prelomu konec 19. stoletja na francosko umetnost.

## Šestintrideset pogledov na goro Fudži
Te slike so sodobni faksimili originalnih lesorezov, narejeni z isto tehniko. 
- Veliki val pred obalo Kanagave
- Prijeten veter, vedro jutro, tudi Rdeči Fudži
- Naliv pod vrhom
- Pod mostom Manen pri Fukagava
- Pogled na Fudži s sedla Mišima
- Blazina borov pri Aojami
- Sendžu v okraju Musači
- Sedlo Inume v kraju Kai, Košu
- Pogled na Fudži s polja v okraju Ovari
- Edžiri v okraju Suruga
- Skica trgovine Micui v Surugi, edo (dandanašnji Muromači v Tokiu)
- Sončni zahod za mostom Rijogoku na reki Sumida pri Onmajagaašiju
- Dvorana Sazai - Tempelj petsto rakanov
- Čajnica v Koišikavi. Jutro po snegu
- Šimomeguro
- Mlin pri Ondenu
- Enošima v okraju Enošima
- Na obali zaliva Tago, Edžiri na Tōkaido
- Jošida na Tōkaido
- Morska pot v okraju Kazusa
- Most Nihobaši v Edu
- Vas Sekija ob reki Sumida
- Zaliv Noboto
- Jezero Hakone v okraju Sagami
- Odsev gore Fudži v jezeru Kavaguči, pogled s sedla Misaka v okraju Kai
- Hodogaja na Tōkaidō
- Reka Tama v okraju Musaši
- Tempelj Asakusa Hongan-dži v vzhodni prestolnici[Edo]
- Otok Cukuda v okraju Musaši
- Obala Šičiri
- Umezava v okraju Sagami
- Kadžikazava v okraju Kai
- Sedlo Mišima v okraju Kai
- Gora Fudži s hribov Totomi
- Pogled na Fudži čez jezero Suva (Okraj Šinano)
- Ušibori v okraju Hitači

- Hrib Goten-jamal, Šinagava na Tōkaidō
- Honjo Tatekava, skladišče lesa v Hondžu, Sumida
- Nakahara v okraju Sagami
- Sošu, Nakahara v okraju Sagami
- Ōno Šinden v okraju Suruga
- Vzpon na goro Fudži
- Čajni nasad Katakura v okraju Suruga
- Fudži z Kanaja na Tōkaidu
- Zora pri Isava v okraju Kai
- Zadnja stran gore Fudži od reke Minobu